# Пизистрат
Пизистрат или Писистрат (грч. Πεισίστρατος) био је атински тиранин.

## Живот пре тираниде
Пизистратов отац био је Хипократ из Браурона. Пизистратова и Солонова мајка биле су сестре по стричевима. Борбе двеју политичких странака Атене, равничара (подржаваоци олигархије и примораца (подржаваоци демократије су истрајавале и после Солонових реформи, док је народ Атике и даље био разједињен захваљујући опстанку четири јонске филе. Пизистрат је успео да окупи око себе присталице обе странке и направи трећу атенску странку, брђане, који су били радикалне демократе. Сукоби ових двеју странака су довели до две године без архоната и покушаја успостављања тираниде.
Кључни догађај који је Пизистрату омогућио да успостави тираниду јесте његово појављивање на Агори. Наиме, Пизистрат је ранио себе и своје мазге, и појавио се на Агори окрвављен оптужујући своје политичке противнике да су га напали јер је пријатељ обичног народа. Еклесија је потом изрекла ванредну меру, којом је Пизистрату додељено педесет батинаша (тј. људи са тољагама) као лична гарда. Пизистрат је управо ове људе употребио и заузео Акропољ. Тако је почела Прва тиранида.

## Прва и Друга тиранида
Прва Пизистратова тиранида започела је 561/0. године п. н. е. Пизистратово преузимање вођства над градом није прошло без одјека- ускоро су две друге странке сковале заверу и збациле Пизистрата пет година потом (556/5). Изгледа да је Пизистрату дозвољено да остане у Браурону. Такво стање потрајало је неких шест година (до 550/49), кад се вођа примораца, Мегакле из рода Алкмеонида, посвађао и са противничком и са сопствном странком. Затим је са Пизистратом склопио договор: Пизистрату ће Мегакле обезбедити повратак на место тиранина, а заузврат ће Пизистрат оженити његову кћерку.
Пошто је договор склопљен, завереници су нашли у Атени девојку натпросечног раста, по имену Фија, коју су маскирали да изгледа као богиња Атена (висина је карактеристика богова по грчким схватањима). Народ је поверовао да је Фија заиста Атена и прихватио је Пизистрата. Пизистрат се вратио у Атену, али је своју жену запостављао, вероватно се бојећи да не угрози наследство синова из свог првог брака са непознатом женом, Хипије и Хипарха. Пошто се нова супруга пожалила својој мајци, а ова Мегаклу, гневни Мегакле се сврстао на страну Пизистратових противника, те је Пизистрат сам побегао из Атене.

## Изгнанство и Трећа тиранида
Трећа тиранида трајала је десет година (до 440/39). Пизистрат је прешао у Еретрију, одакле је опет прешао у Тракију, у долину реке Стримон (данашња Струма). Започевши експлоатацију ондашњих рудника на планини Пангеј, силно се обогатио. Захваљујући помоћи Лигдамиса са Наксоса и појединих полиса (Теба, Аргос...), успео је да састави најамничку војску, коју је преко Еретрије поређао на Маратонском пољу. Атењани су му изашли у сусрет, али пошто их је изненада напао у време ручка, потпуно су уништени у боју код храма Атене Паленске. 
Сада је Пизистрат остао тиранин Атене до своје смрти (528/7). Наследио га је најстарији син, Хипија.

## Унутрашња политика
Пизистрат никада није свргнуо Солонове законе. Па ипак, владао је помоћу трију мера: утицао је на избор атенских јавних службеника, држао је личну гарду састављену од најамника и држао је децу из племићких породица као таоце. Земљу племића који су избегли пред њим конфисковао је и разделио најсиромашнијим људима у Атини. Рад странака који је изазивао сукобе међу грађанима је сад замро, јер оне фактички нису имале никаквог утицаја. Приписује му се да је увео универзални порез на десетину прихода, што је можда у ствари део јонског и индоевропског наслеђа. Такође, њему или Хипији се приписује да је исти порез смањио за половину, вероватно захваљујући приходима из рудника.

## Спољашња политика
Пизистрат је уопштено настојао да задржи добре односе са већином полиса. Међутим, за време његове тираниде су се десила два похода, која нису прецизно датована: први је поновно заузимање Сигеја, атенског поседа који је успела да заузме Митилена негде пре доласка Пизистрата на власт. Овај град је био изузетно значајан због свога положаја (на улазу у Пропонтиду и Црно море, одакле је пристизало жито), што се осликава и у чињеници да је власт над Сигејом поверио свом трећем сину, Хегесистрату. Други поход се десио у периоду 559-6. под вођством Милтијада Старијег, који је успео заузети практично целокупни Трачки Херсонес (Галипоље), где је образовао државу (као тиранин) која је признавала врховну власт Атене.

## Религијска, културна и грађевинска делатност
Пизистрат је заслужан за подизање три храма. Први, храм посвећен Атени, подигнут је на Акропољу надомак будућег Партенону. Други, посвећен Дионису, подигнут је под Акропољем, а ту су проглашене и нове игре, Дионисије, које су замениле Ленејске свечаности као главне свечаности култа бога Диониса. Трећи храм, вероватно најамбициозније замишљен храм у целој Атени, храм Зевса Олимпијског, такође под Акропољем, довршен је тек за време цара Хадријана, скоро седам векова после. Такође је извршио ритуално чишћење острва Делос, где је пребацио све гробове на острву ван видокруга светилишта Аполона, на тај начин се старајући да Атена одржи мит о себи као мајци јонских градова.
Иако му је погрешно приписивано записивање и стандардизација Хомерових епова, Пизистрат је ипак значајан за њихову славу- наиме, он је увео такмичење рецитатора на Панатенејама у хомерским еповима.
Пизистрат је решио и проблем водоснабдевања, направивши први водовод који је полазио од реке Илис и саградивши Чесму са девет лула (Енеакрунос)